# Республика Корея на зимних Олимпийских играх 2014

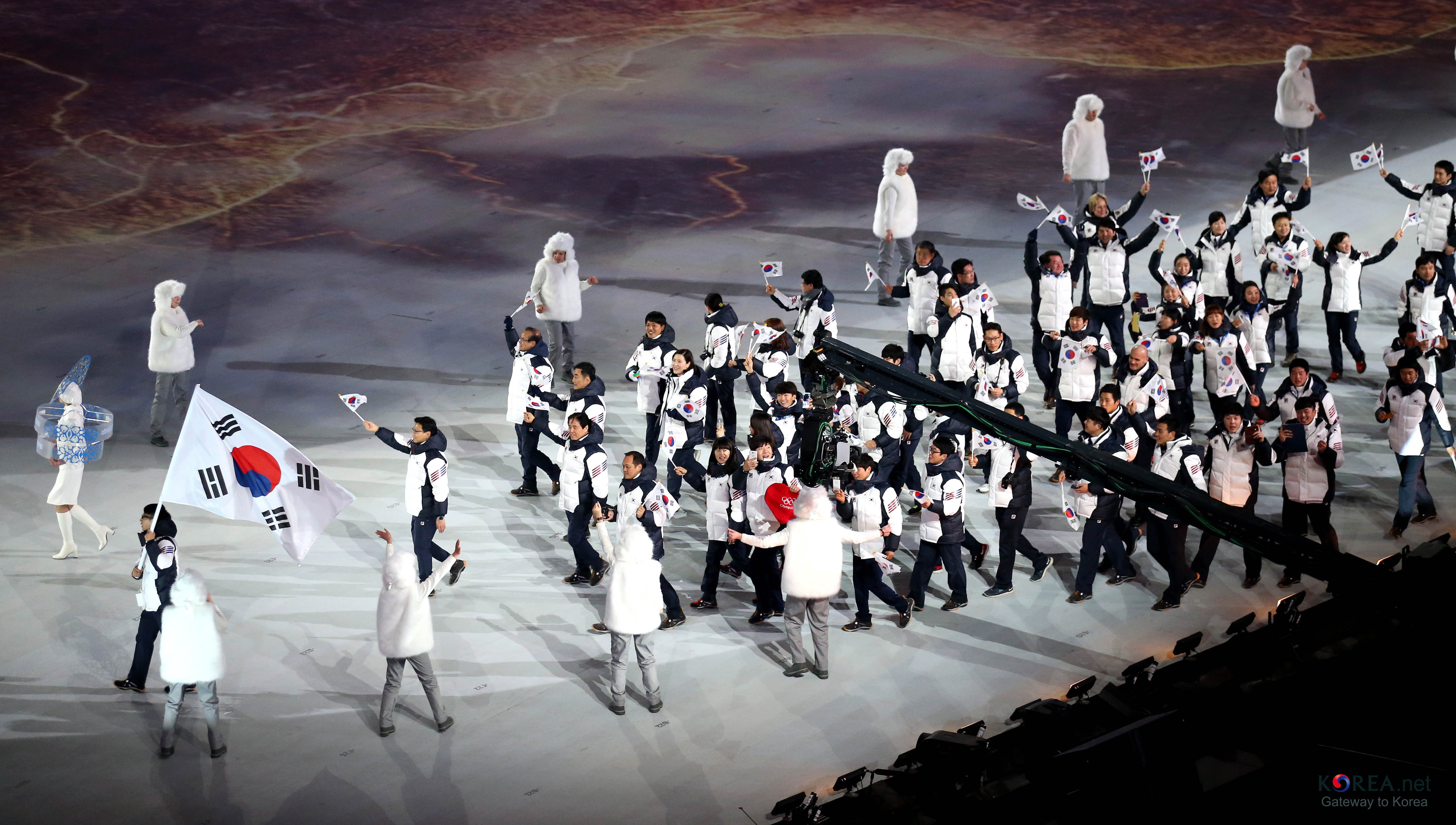

Республика Корея приняла участие в зимних Олимпийских играх 2014, которые прошли в Сочи (Россия) с 7 по 23 февраля 2014 года.

## Награды

### Золото
| Золото |                                                       |                                          |
| №      | Спортсмены                                            | Вид спорта (дисциплина)                  |
| 1      | Ли Сан Хва                                            | Конькобежный спорт (женщины, 500 метров) |
| 2      | Чо Хэ Ри Ким А Ран Кон Сан Джон Пак Сын Хи Сим Сок Хи | Шорт-трек (эстафета, 3000 метров)        |
| 3      | Пак Сын Хи                                            | Шорт-трек (женщины, 1000 метров)         |

### Серебро
| Серебро |                                      |                                               |
| №       | Спортсмены                           | Вид спорта (дисциплина)                       |
| 1       | Сим Сок Хи                           | Шорт-трек (женщины, 1500 метров)              |
| 2       | Ким Ён А                             | Фигурное катание (женщины, одиночное катание) |
| 3       | Ким Чхоль Мин Ли Сын Хун Чу Хён Джун | Конькобежный спорт (мужчины, командная гонка) |

### Бронза
| Бронза |            |                                  |
| №      | Спортсмены | Вид спорта (дисциплина)          |
| 1      | Пак Сын Хи | Шорт-трек (женщины, 500 метров)  |
| 2      | Сим Сок Хи | Шорт-трек (женщины, 1000 метров) |

## Состав и результаты олимпийской сборной Республики Корея

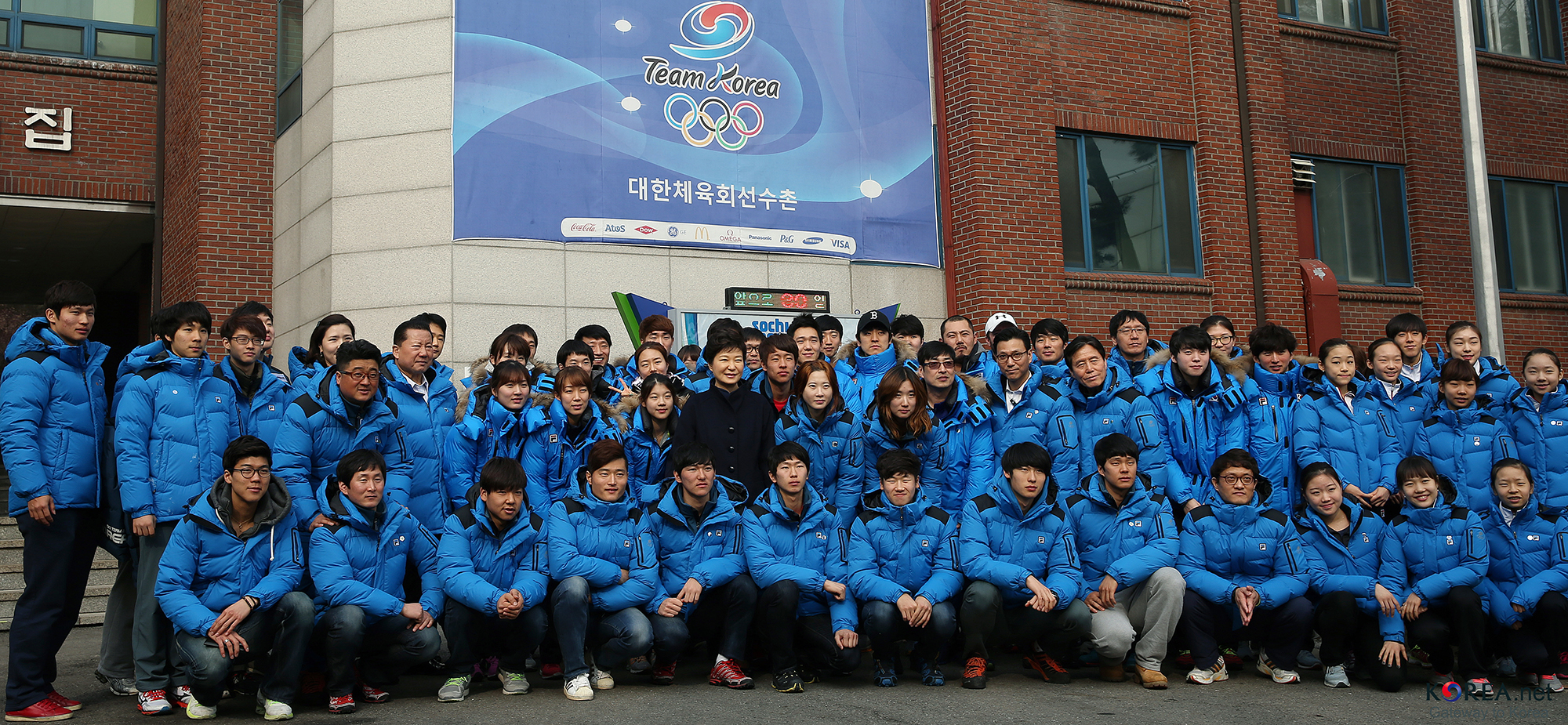
Сборная Кореи накануне Зимних Олимпийских игр в Сочи

### Биатлон
Мужчины
| Соревнование         | Спортсмены | Стрельба          | Время   | Место |
| -------------------- | ---------- | ----------------- | ------- | ----- |
| Спринт               | Ли Ин Бок  | 1 (0 + 1)         | 28:35,9 | 82    |
| Индивидуальная гонка | Ли Ин Бок  | 1 (0 + 1 + 0 + 0) | 57:29,0 | 73    |

Женщины
| Соревнование         | Спортсмены | Стрельба  | Время   | Место |
| -------------------- | ---------- | --------- | ------- | ----- |
| Спринт               | Мун Джи Хи | 1 (0 + 1) | 24:32,0 | 74    |
| Индивидуальная гонка | Мун Джи Хи |           |         |       |

### Бобслей
Мужчины
| Соревнование | Спортсмены                             | 1 заезд   | 1 заезд | 2 заезд   | 2 заезд | 3 заезд   | 3 заезд | 4 заезд   | 4 заезд | Итоговый результат | Итоговое место |
| Соревнование | Спортсмены                             | Результат | Место   | Результат | Место   | Результат | Место   | Результат | Место   | Итоговый результат | Итоговое место |
| ------------ | -------------------------------------- | --------- | ------- | --------- | ------- | --------- | ------- | --------- | ------- | ------------------ | -------------- |
| Двойки       | Чун Джоннин Вон Юнджон                 |           |         |           |         |           |         |           |         |                    |                |
| Двойки       | Ким Дон Хён Со Ёнъу                    |           |         |           |         |           |         |           |         |                    |                |
| Четвёрки     | Ким Гёнхён Ким Сик О Джихан Сок Ёнджин |           |         |           |         |           |         |           |         |                    |                |

Женщины
| Соревнование | Спортсмены          | 1 заезд   | 1 заезд | 2 заезд   | 2 заезд | 3 заезд   | 3 заезд | 4 заезд   | 4 заезд | Итоговый результат | Итоговое место |
| Соревнование | Спортсмены          | Результат | Место   | Результат | Место   | Результат | Место   | Результат | Место   | Итоговый результат | Итоговое место |
| ------------ | ------------------- | --------- | ------- | --------- | ------- | --------- | ------- | --------- | ------- | ------------------ | -------------- |
| Двойки       | Ким Сунок Син Михва |           |         |           |         |           |         |           |         |                    |                |

### Кёрлинг
Женщины
Состав команды
| Четвёртый         | Третий    | Второй    | Ведущий   | Запасной   |
| ----------------- | --------- | --------- | --------- | ---------- |
| Ким Джисон (скип) | Ли Сыльби | Син Мисон | Ким Ынчхи | Ли Хёнджон |

Соревнование
Групповой этап
| Место | Команда          | В | П |
| ----- | ---------------- | - | - |
| 1     | Канада           | 9 | 0 |
| 2     | Швеция           | 7 | 2 |
| 3     | Швейцария        | 5 | 4 |
| 4     | Великобритания   | 5 | 4 |
| 5     | Япония           | 4 | 5 |
| 6     | Дания            | 4 | 5 |
| 7     | Китай            | 4 | 5 |
| 8     | Республика Корея | 3 | 6 |
| 9     | Россия           | 3 | 6 |
| 10    | США              | 1 | 8 |

2 сессия 11 февраля
| Команда          | 1 | 2 | 3 | 4 | 5 | 6 | 7 | 8 | 9 | 10 | Всего |
| Республика Корея | 0 | 2 | 0 | 2 | 0 | 3 | 0 | 2 | 1 | 2  | 12    |
| Япония           | 2 | 0 | 1 | 0 | 2 | 0 | 2 | 0 | 0 | 0  | 7     |

3 сессия 11 февраля
| Команда          | 1 | 2 | 3 | 4 | 5 | 6 | 7 | 8 | 9 | 10 | Всего |
| Республика Корея | 0 | 1 | 0 | 1 | 0 | 0 | 2 | 0 | 2 | 0  | 6     |
| Швейцария        | 0 | 0 | 0 | 0 | 2 | 3 | 0 | 2 | 0 | 1  | 8     |

4 сессия 12 февраля
| Команда          | 1 | 2 | 3 | 4 | 5 | 6 | 7 | 8 | 9 | 10 | Всего |
| Республика Корея | 0 | 1 | 0 | 1 | 0 | 1 | 0 | 0 | 1 | X  | 4     |
| Швеция           | 0 | 0 | 1 | 0 | 3 | 0 | 1 | 2 | 0 | X  | 7     |

6 сессия 13 февраля
| Команда          | 1 | 2 | 3 | 4 | 5 | 6 | 7 | 8 | 9 | 10 | Всего |
| Россия           | 1 | 0 | 1 | 0 | 1 | 0 | 0 | 1 | 0 | X  | 4     |
| Республика Корея | 0 | 2 | 0 | 2 | 0 | 0 | 3 | 0 | 1 | X  | 8     |

7 сессия 14 февраля
| Команда          | 1 | 2 | 3 | 4 | 5 | 6 | 7 | 8 | 9 | 10 | Всего |
| Республика Корея | 0 | 0 | 2 | 0 | 0 | 1 | 0 | 0 | X | X  | 3     |
| Китай            | 0 | 3 | 0 | 0 | 3 | 0 | 3 | 2 | X | X  | 11    |

8 сессия 15 февраля
| Команда          | 1 | 2 | 3 | 4 | 5 | 6 | 7 | 8 | 9 | 10 | Всего |
| Великобритания   | 0 | 3 | 0 | 1 | 1 | 0 | 2 | 0 | 0 | 3  | 10    |
| Республика Корея | 2 | 0 | 0 | 0 | 0 | 2 | 0 | 2 | 2 | 0  | 8     |

10 сессия 16 февраля
| Команда          | 1 | 2 | 3 | 4 | 5 | 6 | 7 | 8 | 9 | 10 | Всего |
| Дания            | 0 | 0 | 0 | 1 | 0 | 2 | 3 | 0 | 1 | 0  | 7     |
| Республика Корея | 0 | 1 | 0 | 0 | 1 | 0 | 0 | 1 | 0 | 1  | 4     |

11 сессия 17 февраля
| Команда          | 1 | 2 | 3 | 4 | 5 | 6 | 7 | 8 | 9 | 10 | Всего |
| Республика Корея | 4 | 1 | 0 | 2 | 2 | 0 | 2 | X | X | X  | 11    |
| США              | 0 | 0 | 1 | 0 | 0 | 1 | 0 | X | X | X  | 2     |

12 сессия 17 февраля
| Команда          | 1 | 2 | 3 | 4 | 5 | 6 | 7 | 8 | 9 | 10 | Всего |
| Канада           | 0 | 1 | 0 | 2 | 1 | 0 | 1 | 2 | 2 | X  | 9     |
| Республика Корея | 2 | 0 | 2 | 0 | 0 | 0 | 0 | 0 | 0 | X  | 4     |

### Конькобежный спорт
Мужчины
Индивидуальные гонки
| Соревнование  | Спортсмены   | 1 забег   | 1 забег | 2 забег   | 2 забег | Результат | Место |
| Соревнование  | Спортсмены   | Результат | Место   | Результат | Место   | Результат | Место |
| ------------- | ------------ | --------- | ------- | --------- | ------- | --------- | ----- |
| 500 метров    | Ким Джунхо   |           |         |           |         |           |       |
| 500 метров    | Ли Ган Сок   |           |         |           |         |           |       |
| 500 метров    | Ли Гю Хёк    |           |         |           |         |           |       |
| 500 метров    | Мо Тхэ Бом   |           |         |           |         |           |       |
| 1000 метров   | Ким Тхэюн    |           |         |           |         | 1:10,81   | 30    |
| 1000 метров   | Ли Гю Хёк    |           |         |           |         | 1:10,049  | 21    |
| 1000 метров   | Мо Тхэ Бом   |           |         |           |         | 1:09,37   | 12    |
| 1500 метров   | Чу Хёнджун   |           |         |           |         | 1:48,59   | 29    |
| 1500 метров   | Ким Чхольмин |           |         |           |         |           |       |
| 5000 метров   | Ким Чхольмин |           |         |           |         | 6:37,28   | 24    |
| 5000 метров   | Ли Сын Хун   |           |         |           |         | 6:25,61   | 12    |
| 10 000 метров | Ли Сын Хун   |           |         |           |         |           |       |

Командная гонка
| Соревнование    | Спортсмены                         | Четвертьфинал      | Полуфинал          | Финал              | Итоговое Место |
| Соревнование    | Спортсмены                         | Соперник Результат | Соперник Результат | Соперник Результат | Итоговое Место |
| --------------- | ---------------------------------- | ------------------ | ------------------ | ------------------ | -------------- |
| Командная гонка | Чу Хёнджун Ким Чхольмин Ли Сын Хун |                    |                    |                    |                |

Женщины
Индивидуальные гонки
| Соревнование | Спортсмены | 1 забег   | 1 забег | 2 забег   | 2 забег | Результат | Место |
| Соревнование | Спортсмены | Результат | Место   | Результат | Место   | Результат | Место |
| ------------ | ---------- | --------- | ------- | --------- | ------- | --------- | ----- |
| 500 метров   | Ким Хён Ён |           |         |           |         |           |       |
| 500 метров   | Ли Бора    |           |         |           |         |           |       |
| 500 метров   | Ли Сан Хва |           |         |           |         |           |       |
| 500 метров   | Пак Сынджу |           |         |           |         |           |       |
| 1000 метров  | Ким Хён Ён |           |         |           |         | 1:18,10   | 28    |
| 1000 метров  | Ли Сан Хва |           |         |           |         | 1:15,94   | 12    |
| 1000 метров  | Ли Бора    |           |         |           |         | 1:57,49   | 35    |
| 1500 метров  | Ким Бо Рым |           |         |           |         | 1:59,78   | 21    |
| 1500 метров  | Но Сон Ён  |           |         |           |         | 2:01,07   | 29    |
| 1500 метров  | Ян Син Ён  |           |         |           |         | 2:04,13   | 36    |
| 3000 метров  | Ким Бо Рым |           |         |           |         | 4:12,08   | 13    |
| 3000 метров  | Но Сон Ён  |           |         |           |         | 4:19,02   | 25    |
| 3000 метров  | Ян Син Ён  |           |         |           |         | 4:23,67   | 27    |
| 5000 метров  | Ким Бо Рым |           |         |           |         |           |       |

Командная гонка
| Соревнование    | Спортсмены                     | Четвертьфинал      | Полуфинал          | Финал              | Итоговое Место |
| Соревнование    | Спортсмены                     | Соперник Результат | Соперник Результат | Соперник Результат | Итоговое Место |
| --------------- | ------------------------------ | ------------------ | ------------------ | ------------------ | -------------- |
| Командная гонка | Ким Бо Рым Но Сон Ён Ян Син Ён |                    |                    |                    |                |

### Лыжные гонки
Мужчины
Дистанционные гонки
| Соревнование              | Спортсмены   | Результат | Место |
| ------------------------- | ------------ | --------- | ----- |
| 15 км классическим стилем | Хван Джун Хо |           |       |

Женщины
Дистанционные гонки
| Соревнование              | Спортсмены | Результат | Место |
| ------------------------- | ---------- | --------- | ----- |
| 10 км классическим стилем | Ли Чхэ Вон |           |       |

### Прыжки на лыжах с трамплина
Мужчины
| Соревнование                  | Спортсмены                                       | Квалификация | Квалификация | Финал                | Финал                | Финал                 | Финал                 | Финал                 | Финал |
| Соревнование                  | Спортсмены                                       | Результат    | Место        | 1 прыжок             | 1 прыжок             | 2 прыжок              | 2 прыжок              | Всего                 | Место |
| Соревнование                  | Спортсмены                                       | Результат    | Место        | Результат            | Место                | Результат             | Место                 | Всего                 | Место |
| ----------------------------- | ------------------------------------------------ | ------------ | ------------ | -------------------- | -------------------- | --------------------- | --------------------- | --------------------- | ----- |
| Нормальный трамплин           | Чхве Хын Чхоль                                   | 105.9        | 34           | 109.1                | 42                   | Завершил выступление  | Завершил выступление  | Завершил выступление  | 42    |
| Нормальный трамплин           | Чхве Со У                                        | 113.7        | 18           | 116.2                | 33                   | Завершил выступление  | Завершил выступление  | Завершил выступление  | 33    |
| Нормальный трамплин           | Кан Чхиль Гу                                     | 99.3         | 42           | Завершил выступление | Завершил выступление | Завершил выступление  | Завершил выступление  | Завершил выступление  | 52    |
| Нормальный трамплин           | Ким Хён Ги                                       | 114.4        | 16           | 109.2                | 41                   | Завершил выступление  | Завершил выступление  | Завершил выступление  | 41    |
| Большой трамплин              | Чхве Хын Чхоль                                   | 88.6         | 37           |                      |                      |                       |                       |                       |       |
| Большой трамплин              | Чхве Со У                                        | 97.7         | 29           |                      |                      |                       |                       |                       |       |
| Большой трамплин              | Кан Чхиль Гу                                     | 78.8         | 45           | Завершил выступление | Завершил выступление | Завершил выступление  | Завершил выступление  | Завершил выступление  | 55    |
| Большой трамплин              | Ким Хён Ги                                       | 80.3         | 44           | Завершил выступление | Завершил выступление | Завершил выступление  | Завершил выступление  | Завершил выступление  | 54    |
| Большой трамплин среди команд | Кан Чхиль Гу Ким Хён Ги Чхве Хын Чхоль Чхве Со У | н/д          | н/д          | 402,0                | 11                   | Завершили выступление | Завершили выступление | Завершили выступление | 11    |

### Санный спорт
Мужчины
| Соревнование | Спортсмены             | 1 заезд   | 1 заезд | 2 заезд   | 2 заезд | 3 заезд   | 3 заезд | 4 заезд   | 4 заезд | Итоговый результат | Итоговое место |
| Соревнование | Спортсмены             | Результат | Место   | Результат | Место   | Результат | Место   | Результат | Место   | Итоговый результат | Итоговое место |
| ------------ | ---------------------- | --------- | ------- | --------- | ------- | --------- | ------- | --------- | ------- | ------------------ | -------------- |
| Одиночки     | Ким Донхён             |           |         |           |         |           |         |           |         |                    |                |
| Двойки       | Чо Джон Мён Пак Чин Ён |           |         |           |         |           |         |           |         |                    |                |

Женщины
| Соревнование | Спортсмены | 1 заезд   | 1 заезд | 2 заезд   | 2 заезд | 3 заезд   | 3 заезд | 4 заезд   | 4 заезд | Итоговый результат | Итоговое место |
| Соревнование | Спортсмены | Результат | Место   | Результат | Место   | Результат | Место   | Результат | Место   | Итоговый результат | Итоговое место |
| ------------ | ---------- | --------- | ------- | --------- | ------- | --------- | ------- | --------- | ------- | ------------------ | -------------- |
| Одиночки     | Сон Ын Нён |           |         |           |         |           |         |           |         |                    |                |

Смешанные команды
| Соревнование | Спортсмены                                   | Женщины   | Женщины | Мужчины   | Мужчины | Двойки    | Двойки | Итоговый результат | Итоговое место |
| Соревнование | Спортсмены                                   | Результат | Место   | Результат | Место   | Результат | Место  | Итоговый результат | Итоговое место |
| ------------ | -------------------------------------------- | --------- | ------- | --------- | ------- | --------- | ------ | ------------------ | -------------- |
| Эстафета     | Чо Джон Мён Ким Донхён Пак Чин Ён Сон Ын Нён |           |         |           |         |           |        |                    |                |

### Скелетон
Мужчины
| Соревнование | Спортсмены | 1 заезд   | 1 заезд | 2 заезд   | 2 заезд | 3 заезд   | 3 заезд | 4 заезд   | 4 заезд | Итоговый результат | Итоговое место |
| Соревнование | Спортсмены | Результат | Место   | Результат | Место   | Результат | Место   | Результат | Место   | Итоговый результат | Итоговое место |
| ------------ | ---------- | --------- | ------- | --------- | ------- | --------- | ------- | --------- | ------- | ------------------ | -------------- |
| Мужчины      | Ли Хансин  |           |         |           |         |           |         |           |         |                    |                |
| Мужчины      | Юн Сонбин  |           |         |           |         |           |         |           |         |                    |                |

### Сноуборд
Параллельный гигантский слалом
| Соревнование | Спортсмены | Квалификация | Квалификация | Квалификация | Квалификация | 1/8 финала         | Четвертьфинал      | Полуфинал          | Финал              | Место |
| Соревнование | Спортсмены | 1 спуск      | 2 спуск      | Всего        | Место        | Соперник Результат | Соперник Результат | Соперник Результат | Соперник Результат | Место |
| ------------ | ---------- | ------------ | ------------ | ------------ | ------------ | ------------------ | ------------------ | ------------------ | ------------------ | ----- |
| Мужчины      | Ким Сангём |              |              |              |              |                    |                    |                    |                    |       |
| Мужчины      | Син Бонсик |              |              |              |              |                    |                    |                    |                    |       |

Параллельный слалом
| Соревнование | Спортсмены | Квалификация | Квалификация | Квалификация | Квалификация | 1/8 финала         | Четвертьфинал      | Полуфинал          | Финал              | Место |
| Соревнование | Спортсмены | 1 спуск      | 2 спуск      | Всего        | Место        | Соперник Результат | Соперник Результат | Соперник Результат | Соперник Результат | Место |
| ------------ | ---------- | ------------ | ------------ | ------------ | ------------ | ------------------ | ------------------ | ------------------ | ------------------ | ----- |
| Мужчины      | Ким Сангём |              |              |              |              |                    |                    |                    |                    |       |
| Мужчины      | Син Бонсик |              |              |              |              |                    |                    |                    |                    |       |

Хафпайп
| Соревнование | Спортсмены | Квалификация | Квалификация | Квалификация | Полуфинал | Полуфинал | Полуфинал | Финал   | Финал   | Финал |
| Соревнование | Спортсмены | 1 спуск      | 2 спуск      | Место        | 1 спуск   | 2 спуск   | Место     | 1 спуск | 2 спуск | Место |
| ------------ | ---------- | ------------ | ------------ | ------------ | --------- | --------- | --------- | ------- | ------- | ----- |
| Мужчины      | Ким Ходжун |              |              |              |           |           |           |         |         |       |
| Мужчины      | Ли Гванги  |              |              |              |           |           |           |         |         |       |

### Фигурное катание
Спортсменов — 3
| Соревнование              | Спортсмены | Короткая программа | Короткая программа | Произвольная программа | Произвольная программа | Всего        | Всего |
| Соревнование              | Спортсмены | Сумма баллов       | Место              | Сумма баллов           | Место                  | Сумма баллов | Место |
| ------------------------- | ---------- | ------------------ | ------------------ | ---------------------- | ---------------------- | ------------ | ----- |
| Женское одиночное катание | Ким Хэджин |                    |                    |                        |                        |              |       |
| Женское одиночное катание | Ким Ён А   |                    |                    |                        |                        |              |       |
| Женское одиночное катание | Пак Соён   |                    |                    |                        |                        |              |       |

### Фристайл
Могул
| Соревнование | Спортсмены | Квалификация 1 | Квалификация 1 | Квалификация 1 | Квалификация 2 | Квалификация 2 | Квалификация 2 | Финал | Финал | Финал |
| Соревнование | Спортсмены | Время          | Очки           | Место          | Время          | Очки           | Место          | Время | Очки  | Место |
| ------------ | ---------- | -------------- | -------------- | -------------- | -------------- | -------------- | -------------- | ----- | ----- | ----- |
| Мужчины      | Чхве Джэу  |                |                |                |                |                |                |       |       |       |
| Женщины      | Со Дживон  | 33,49          | 15,95          | 24             |                |                |                |       |       |       |
| Женщины      | Со Джонхва | DNS            | DNS            | DNS            |                |                |                |       |       |       |

Хафпайп
| Соревнование | Спортсмены   | Квалификация | Квалификация | Квалификация | Квалификация | Финал     | Финал     | Финал  | Финал |
| Соревнование | Спортсмены   | 1 попытка    | 2 попытка    | Лучшая       | Место        | 1 попытка | 2 попытка | Лучшая | Место |
| ------------ | ------------ | ------------ | ------------ | ------------ | ------------ | --------- | --------- | ------ | ----- |
| Мужчины      | Ким Гванджин |              |              |              |              |           |           |        |       |
| Женщины      | Пак Хиджин   |              |              |              |              |           |           |        |       |

### Шорт-трек
Мужчины
| Соревнование | Спортсмены                                       | Отборочный раунд | Отборочный раунд | Отборочный раунд | Четвертьфинал | Четвертьфинал | Четвертьфинал | Полуфинал | Полуфинал | Полуфинал | Финал    | Финал     | Финал | Итоговое место |
| Соревнование | Спортсмены                                       | Забег            | Результат        | Место            | Забег         | Результат     | Место         | Забег     | Результат | Место     | Название | Результат | Место | Итоговое место |
| ------------ | ------------------------------------------------ | ---------------- | ---------------- | ---------------- | ------------- | ------------- | ------------- | --------- | --------- | --------- | -------- | --------- | ----- | -------------- |
| 500 метров   | Син Да Ун                                        |                  |                  |                  |               |               |               |           |           |           |          |           |       |                |
| 500 метров   | Ли Ханбин                                        |                  |                  |                  |               |               |               |           |           |           |          |           |       |                |
| 1000 метров  | Син Да Ун                                        |                  |                  |                  |               |               |               |           |           |           |          |           |       |                |
| 1000 метров  | Ли Ханбин                                        |                  |                  |                  |               |               |               |           |           |           |          |           |       |                |
| 1500 метров  | Син Да Ун                                        | 3                | 2:15,530         | 1                |               |               |               | 2         | 2:52.061  | 4         | B        | 2:22,066  | 3     | 10             |
| 1500 метров  | Ли Ханбин                                        | 6                | 2:16,412         | 1                |               |               |               | 2         | 3:11,810  | 5 (ADV)   | A        | 2:16,466  | 6     | 6              |
| 1500 метров  | Пак Сеён                                         | 2                | 2:21,087         | 3                |               |               |               | 1         | 2:16,241  | 3         | B        | PEN       | —     | 13             |
| Эстафета     | Ли Ханбин Ли Хо Сок Ким Юнджэ Пак Сеён Син Да Ун |                  |                  |                  |               |               |               |           |           |           |          |           |       |                |

Женщины
| Соревнование | Спортсмены                                            | Отборочный раунд | Отборочный раунд | Отборочный раунд | Четвертьфинал | Четвертьфинал | Четвертьфинал | Полуфинал | Полуфинал | Полуфинал | Финал    | Финал     | Финал | Итоговое место |
| Соревнование | Спортсмены                                            | Забег            | Результат        | Место            | Забег         | Результат     | Место         | Забег     | Результат | Место     | Название | Результат | Место | Итоговое место |
| ------------ | ----------------------------------------------------- | ---------------- | ---------------- | ---------------- | ------------- | ------------- | ------------- | --------- | --------- | --------- | -------- | --------- | ----- | -------------- |
| 500 метров   | Ким А Ран                                             | 1                | 43,919           | 2                | 3             |               |               |           |           |           |          |           |       |                |
| 500 метров   | Пак Сын Хи                                            | 4                | 44,180           | 1                | 1             |               |               |           |           |           |          |           |       |                |
| 500 метров   | Сим Сок Хи                                            | 8                | 44,197           | 2                | 4             |               |               |           |           |           |          |           |       |                |
| 1000 метров  | Ким А Ран                                             |                  |                  |                  |               |               |               |           |           |           |          |           |       |                |
| 1000 метров  | Пак Сын Хи                                            |                  |                  |                  |               |               |               |           |           |           |          |           |       |                |
| 1000 метров  | Сим Сок Хи                                            |                  |                  |                  |               |               |               |           |           |           |          |           |       |                |
| 1500 метров  | Ким А Ран                                             |                  |                  |                  |               |               |               |           |           |           |          |           |       |                |
| 1500 метров  | Пак Сын Хи                                            |                  |                  |                  |               |               |               |           |           |           |          |           |       |                |
| 1500 метров  | Сим Сок Хи                                            |                  |                  |                  |               |               |               |           |           |           |          |           |       |                |
| Эстафета     | Чо Хэ Ри Ким А Ран Кон Сан Джон Пак Сын Хи Сим Сок Хи |                  |                  |                  |               |               |               | 1         | 4:08,052  | 1         | A        |           |       |                |